# Bodysong (album)
Bodysong est un album de Jonny Greenwood du groupe Radiohead, sorti en 2003. Il s'agit de la bande originale du film Bodysong, un documentaire sur la vie humaine, réalisé par Simon Pummell.

## Liste des morceaux
| 1.    | Moon Trills                              | 5:17 |
| 2.    | Moon Mall                                | 1:12 |
| 3.    | Trench                                   | 2:38 |
| 4.    | Iron Bite                                | 2:07 |
| 5.    | Clockwork Tin Soldiers                   | 3:48 |
| 6.    | Convergence                              | 4:26 |
| 7.    | Nudnik Headache                          | 2:16 |
| 8.    | Peartree                                 | 3:06 |
| 9.    | Splitter                                 | 3:57 |
| 10.   | Bode Radio / Glass Light / Broken Hearts | 4:36 |
| 11.   | 24 Hour Charleston                       | 2:39 |
| 12.   | Milky Drops From Heaven                  | 4:44 |
| 13.   | Tehellet                                 | 3:40 |
| 44:36 |                                          |      |